# Atac incendiari de Solingen

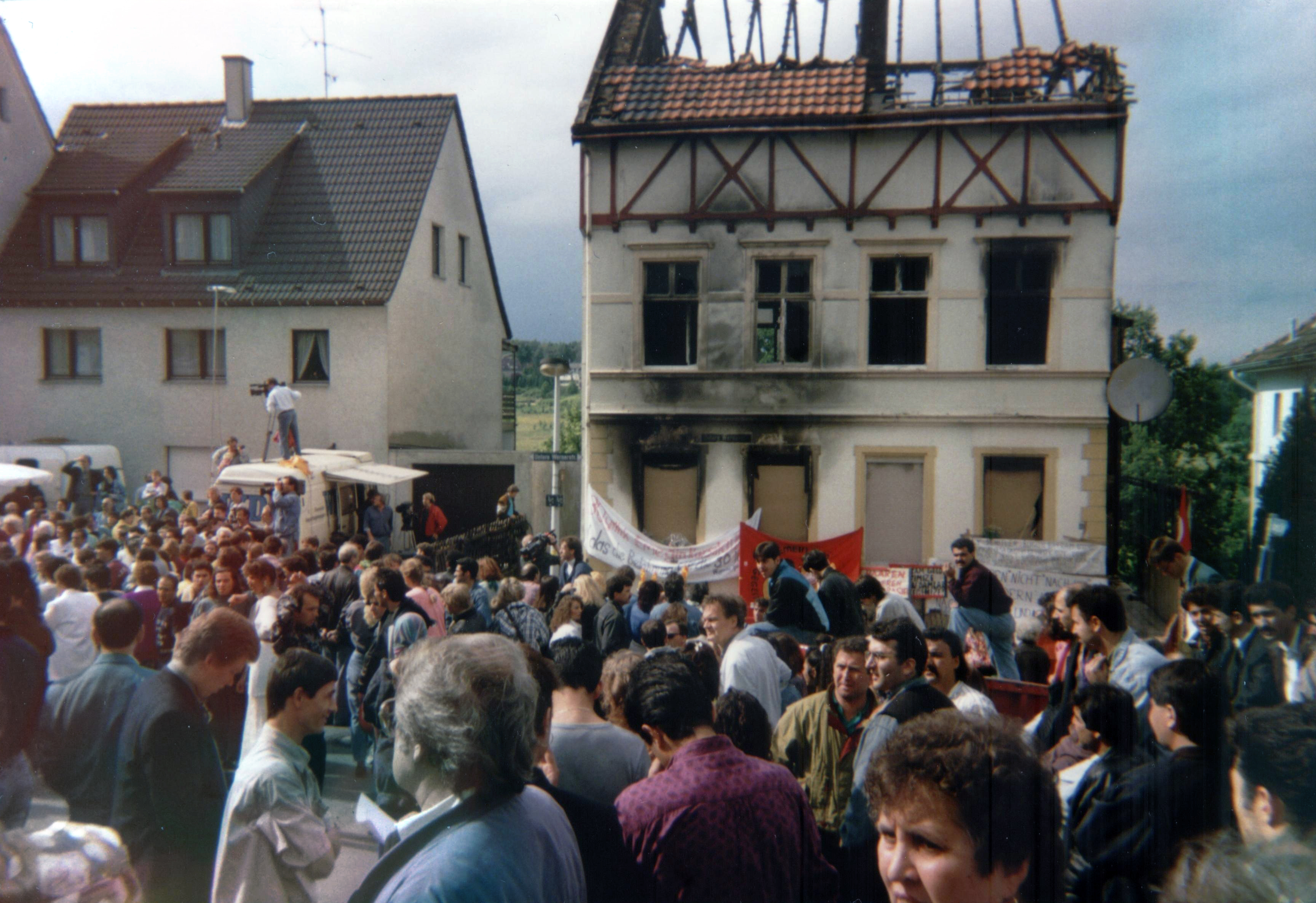
Manifestants davant la casa que va patir l'atac, a Solingen (juny de 1993).

L'atac incendiari de Solingen succeït l'any 1993, va ser un dels esdeveniments més greus de violència contra estrangers que hagi passat en les darreres dècades a Alemanya. La nit del 28 al 29 de maig de 1993, quatre joves alemanys pertanyents al moviment de caps rapats d'extrema dreta, amb connexions neonazis, van calar foc a la casa d'una àmplia família turca a la localitat de Solingen, a Rin del Nord-Westfàlia. Tres nenes i dues dones turques van morir, i catorze membres més de la família, inclosos diversos nens, van resultar ferits, alguns de consideració. L'atac va disparar una sèrie de protestes violentes per part de la comunitat turca a diverses ciutats alemanyes i també multitudinàries manifestacions en solidaritat amb les víctimes per part de ciutadans alemanys. L'octubre de 1995, els atacants van ser condemnats per assassinat i sentenciats a complir penes de presó d'entre 10 i 15 anys.

## Context social
A la dècada del 1990, després de la reunificació alemanya, el tema dels estrangers, i especialment dels sol·licitants d'asil, va ser objecte d'acalorats debats a Alemanya. El partit CDU i el diari sensacionalista Bild-Zeitung, van ser les principals forces que pretenien limitar el nombre d'immigrants.
L'atac de Solingen va ser precedit per diversos casos de violència contra estrangers. El setembre de 1991, els disturbis violents a Hoyerswerda obligaren l'evacuació dels sol·licitants en asil d'un alberg. Durant els tres dies dels disturbis de Rostock-Lichtenhagen, l'agost de 1992, uns quants milers de persones van envoltar un edifici de gran alçada mentre que alguns militants van llançar còctels Molotov; els habitants vietnamites amb prou feines van aconseguir sobreviure fugint pel terrat. El novembre de 1992, un incendi a Mölln perpetrat per joves d'extrema dreta va matar tres turcs.
El desembre de 1992, es va dur a terme a tot Alemanya grans manifestacions contra la xenofòbia, amb més de 700.000 participants. Diversos grups neonazis van ser proscrits pel final de 1992.
Tres dies abans de l'atac, el 26 de maig de 1993, el Bundestag alemany, que necessitava els dos terços de majoria, va resoldre canviar la Constitució per limitar el nombre de sol·licitants d'asil. Anteriorment, la Llei Fonamental havia concedit a tots els refugiats polítics en el món un dret directe sobre l'estatut de refugiat a Alemanya.
L'atac de Solingen, amb cinc persones mortes, va ser el cas més greu de violència contra els estrangers a Alemanya dels darrers anys. Una setmana més tard, un atac incendiari contra una casa a Frankfurt del Main, amb 34 estrangers, es va detectar a temps i no va morir ningú. El 1996, un incendi en un asil de sol·licitants d'alberg a Lübeck, en el qual van perdre la vida 10 persones, mai va ser resolt. Un total de 135 estrangers han mort a Alemanya fins a la data com a resultat d'aquest tipus de violència xenòfoba.